# Dermata Cluj
Dermata Cluj a fost un club de fotbal din Cluj, fondat în 1937. Echipa a jucat timp de un sezon în Divizia A (1947-1948), terminând pe locul 12 din 16 echipe. A fost sponsorizată de fabrica de încălțăminte Clujana până în 1948, iar după schimbarea regimului au început sa apară probleme financiare. S-a desființat în 1967, prin fuziunea cu CFR Cluj.

## Istoric

### Perioada de inceput (1937-1940)
Fabrica de încălțăminte din Cluj-Napoca numită Echo Cluj a creat echipa și a fost sponsorul principal al echipei până în 1948. Jucători de seamă de atunci au fost Darock, Bagoly, Kallo, Kiss, Toth.

### Perioada de război (1940-1945)
După dictatul de la Viena, Echo Cluj, devine AS Bastionul Cluj (în maghiară Kolozsvári Bástya SE).
În sezonul 1940-1941 joacă în liga a 2-a maghiară, în seria Cluj, unde termină pe locul 4 din 6 echipe, cu 9 puncte.
După o reorganizare a ligilor maghiare Bastionul Cluj joacă în sezonul 1941-1942, în liga a 4-a maghiară, în districtul Cluj, unde termină pe locul 1 din 10 echipe, cu 34 de puncte.
După o nouă reorganizare a ligilor, promovează nu în liga a 3-a, ci direct în liga a 2-a, seria Matia, unde ocupă locul 6 din 10, cu 19 puncte, menținându-se astfel sportiv în liga a 2-a. Sezonul următor evoluează tot în liga a 2-a, doar seria a fost redenumită Seria Est. A terminat pe locul 12 din 14, cu 21 de puncte.
Deși federația a făcut un draft în 28 iulie 1944, în 5 august 1944, au trebuit refăcute seriile ligii a doua ca să se reducă distantele, creându-se 16 serii. În seria Cluj, unde făcea parte și Bastionul Cluj, clubul s-a clasat pe locul 2 la momentul întreruperii campionatului, cea mai bună clasare a sa în ligile maghiare, aflându-se doar în spatele lui CFR Cluj(Kolozsvári MÁV). 

### Perioada postbelică (1945-1967)
Ferencz Ronay a fost primul mare manager care a creat o echipă competitivă și a jucat pentru prima dată în Divizia A, prima ligă română de fotbal. Cea mai bună performanță a lor din istoria clubului a fost să participe la 1947–48, dar deși au terminat pe locul 11 din 16, au pierdut în Play Off pentru retrogradare/promovare și au revenit în al doua ligă după doar un sezon.
Tot din cauza naționalizării instituțiilor din România și din cauza Regimul comunist din România echipa a pierdut sponsorul și nu a mai jucat niciodată în Liga I de fotbal. În 1950, au apărut sub numele de Flamura Roșie Herbak Cluj, după noua denumire a fabricii „Janos Herbak”.

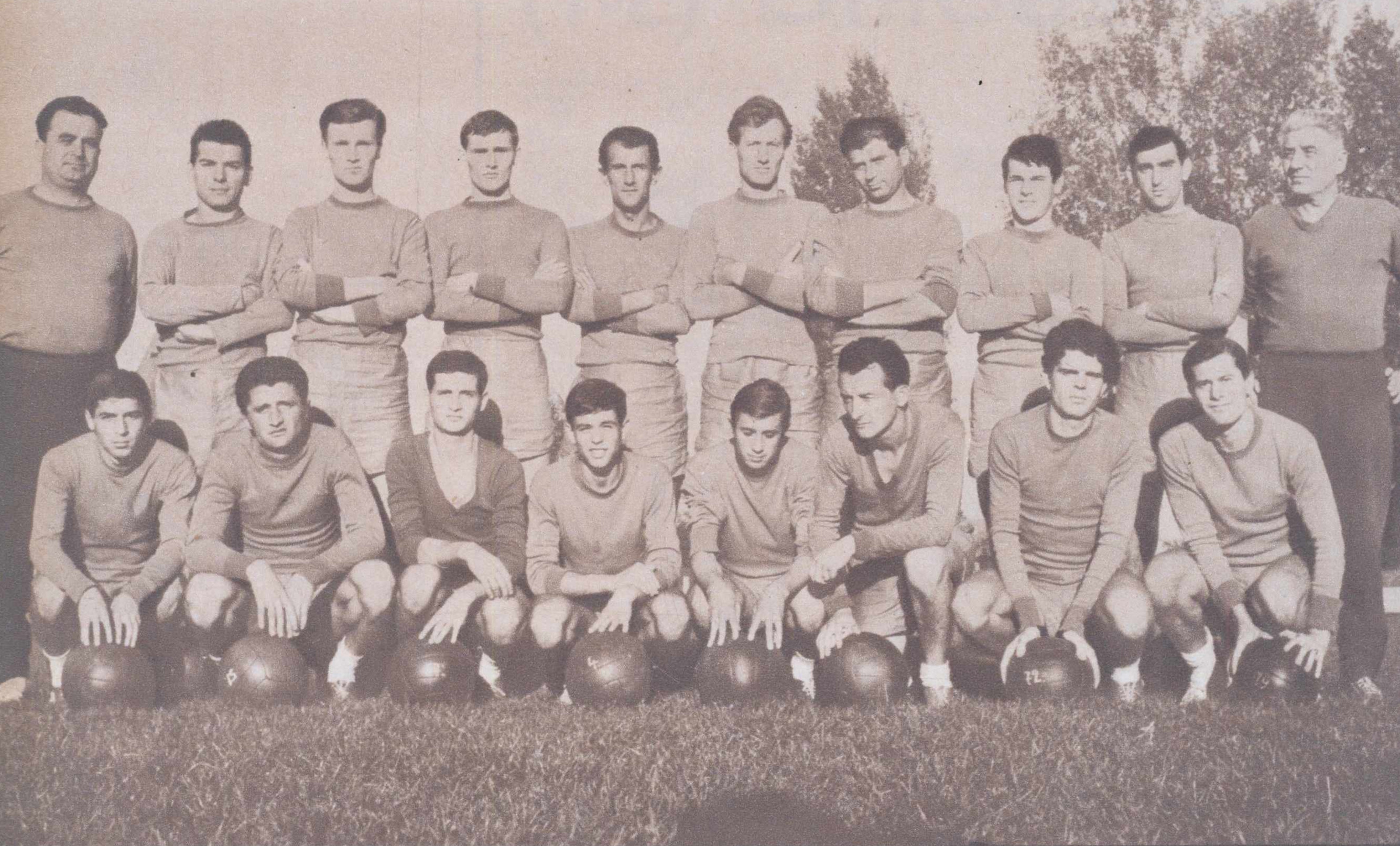
Echipa din sezonul 1966-1967

În 1960, au fuzionat cu CFR Cluj sub denumirea de CSM Cluj (Clubul Sportiv Muncitoresc Cluj).
În 1967, CFR Cluj s-a desprins din echipa principală, iar Dermata Cluj a dispărut.

### Reînființare
În sezonul 1968–1969 o echipă cu numele Dermata Cluj câștigă campionatul județean. Desi pierde barajul de promovare în fața campioanei Maramureșului, Chimistul Baia Mare, 0–0 acasă și 0–2 la Baia Mare, Medicina Cluj a retrogradat din Divizia B dar s-a retras din Divizia C înainte de începerea sezonului, astfel în locul lor a fost promovat Dermata Cluj-Napoca. Din sezonul 1969-70 începe aventura pentru Dermata în Divizia C: locul 5 în primul sezon, 8 în 1970-71, 6 în 1971-72, 12 în 1972-73, 14 în Divizia C 1973-1974 când a terminat chiar deasupra liniei de retrogradare loc ocupat de FC Tehnofrig Cluj. După șocul salvării in ultima etapă, a urmat un loc 8 in sezonul Divizia C 1974-1975, și un loc 5 în Divizia C 1975-1976, dar in sezonul Divizia C 1976-1977 a terminat din nou pe 14, chiar deasupra liniei de retrogradare, prima echipă retrogradată fiind Cimentul Turda. În sezonul de Divizia C 1977-1978, situația nu s-a mai repetat, Dermata a terminat pe 16 iar Tehnofrig s-a salvat de pe locul 14. 
În sezonul 1989-1990 al Cupei României, apare în șaisprezecimi de finală o echipă cu numele Dermata Cluj care trece de SC Bacău cu 1-0, dar dă de  Steaua București - finalista cupei în acel sezon - în optimi unde pierde cu scorul de 8-1.
În sezonul 1991–92 câștigă campionatul județean pentru a doua oară.

## Cronologia numelui
- 1937-1940 - Echo Cluj
- 1940-1945 - Kolozsvári Bástya SE - AS Bastionul Cluj
- 1945-1950 - Dermata Cluj
- 1950-1955 - Flamura Roșie Herbak Cluj
- 1955-1957 - Herbak Cluj
- 1957-1960 - Rapid Cluj
- 1960-1967 - CSM Cluj
- 1968-1992 - Dermata Cluj

## Stadion

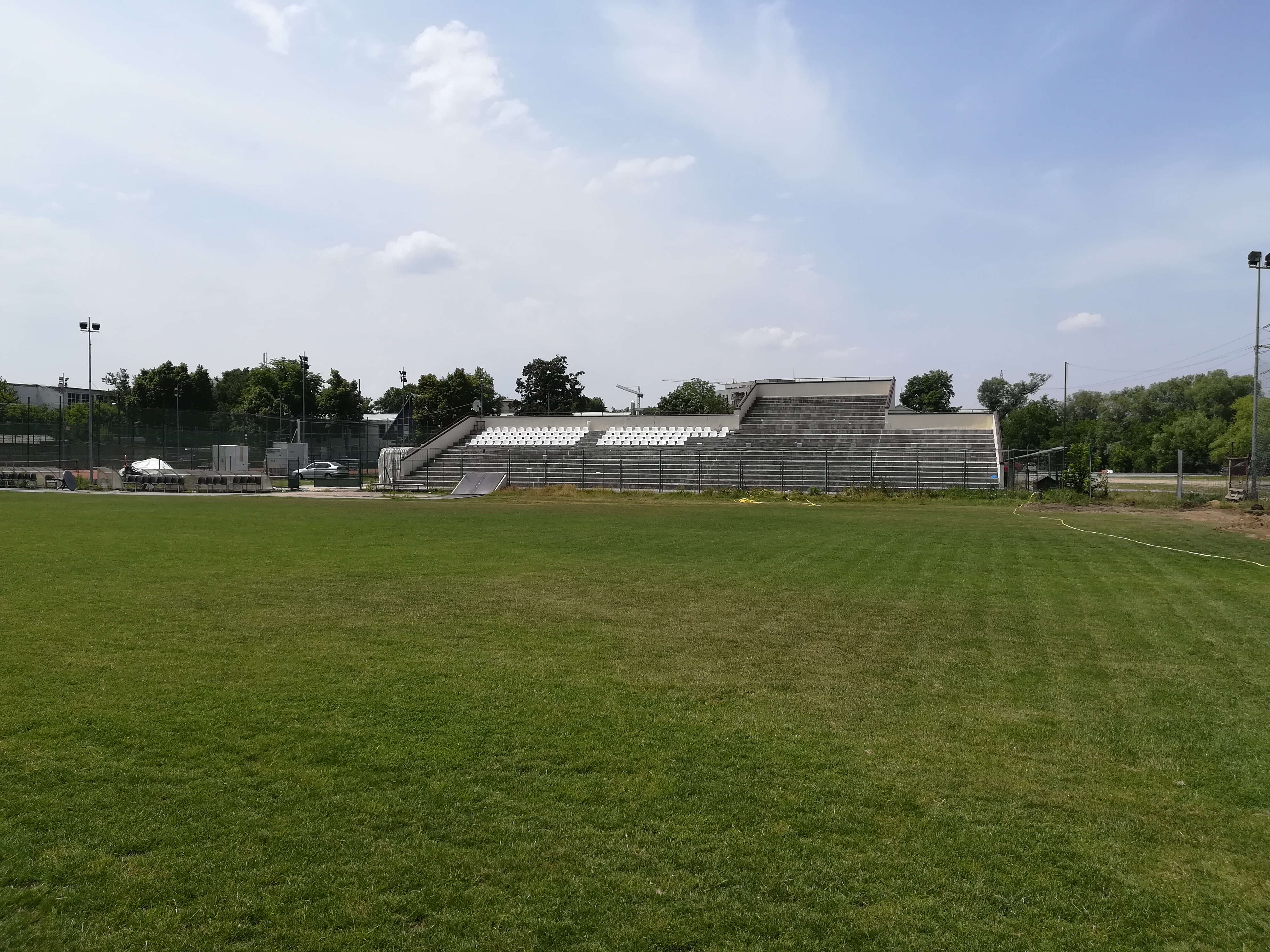
Stadionul Clujana, tribuna principală, vedere interioară.

Stadionul Clujana a fost principalul stadion al echipei, situat lângă fabrica de încălțăminte. Inaugurat în 1936, a fost renovat în 2009. În prezent deține 2.000 de locuri, iar terenul este gazon de iarbă.

## Palmares
| România | Ungaria |
| Liga I: - Loc 11 (1): 1947-1948 Liga II: Campioni (1) : 1946–47 Liga III: Campioni (1) : 1958–59 Campionatul Regional de Fotbal al României: Campioni (1) : 1951, 1953 Campionatul Județean Cluj Campioni (2) : 1968–69, 1991–92 | Nemzeti Bajnokság II/Liga II-a maghiară Vicecampioni (1): 1944–45 Nemzeti Bajnokság IV/Liga IV-a maghiară Campioni (1) : 1941–42 |

## Legenda
| - Poz = Poziția finală - J = Jucate - V = jocuri câștigate - E = Jocuri extrase - Î = jocuri pierdute - GD = Goluri date - GP = Goluri primite - Pt = Puncte | - Div A = Liga I - Div B = Liga II - Div C = Liga III - p = Runda preliminară - 1R = Runda 1 - 2R = Runda 2 - 3R = Runda 3 | - 4R = Runda 4 - 5R = Runda 5 - FG = Faza grupelor - R32 = turul de 32 - QF = Sferturi de finală - R16 = optimi - SF = Semifinale - F = Finala |

| Campioni | Pe locul doi | Locul al treilea | Promovată | Retrogradat |

Jucătorii în bold au fost cei mai buni marcatori din divizie.

## Sezoane
| Sezon   | Liga       | Liga                                                    | Liga                                                    | Liga                                                    | Liga                                                    | Liga                                                    | Liga                                                    | Liga                                                    | Liga                                                    | Cupa                                                    | Cupa European                                           | Cupa European                                           | Alte                                                    | Alte                                                    | Golgheter(i)                                            | Golgheter(i)                                            | Note                                                    | Nume                      |
| ------- | ---------- | ------------------------------------------------------- | ------------------------------------------------------- | ------------------------------------------------------- | ------------------------------------------------------- | ------------------------------------------------------- | ------------------------------------------------------- | ------------------------------------------------------- | ------------------------------------------------------- | ------------------------------------------------------- | ------------------------------------------------------- | ------------------------------------------------------- | ------------------------------------------------------- | ------------------------------------------------------- | ------------------------------------------------------- | ------------------------------------------------------- | ------------------------------------------------------- | ------------------------- |
| Sezon   | Divizia    | Poz                                                     | P                                                       | W                                                       | D                                                       | L                                                       | GF                                                      | GA                                                      | Pts                                                     | Cupa                                                    | Cupa European                                           | Cupa European                                           | Alte                                                    | Alte                                                    | Name                                                    | Goals                                                   | Note                                                    | Nume                      |
| 1937–38 | Camp. Reg. |                                                         |                                                         |                                                         |                                                         |                                                         |                                                         |                                                         |                                                         | p                                                       |                                                         |                                                         |                                                         |                                                         |                                                         |                                                         |                                                         | Echo Cluj                 |
| 1938–39 | Camp. Reg. |                                                         |                                                         |                                                         |                                                         |                                                         |                                                         |                                                         |                                                         | p                                                       |                                                         |                                                         |                                                         |                                                         |                                                         |                                                         |                                                         | Echo Cluj                 |
| 1939–40 | Camp. Reg. |                                                         |                                                         |                                                         |                                                         |                                                         |                                                         |                                                         |                                                         | p                                                       |                                                         |                                                         |                                                         |                                                         |                                                         |                                                         |                                                         | Echo Cluj                 |
| 1940    | Camp. Reg. | Retras din cauza celui de-al doilea dictat de la Viena. | Retras din cauza celui de-al doilea dictat de la Viena. | Retras din cauza celui de-al doilea dictat de la Viena. | Retras din cauza celui de-al doilea dictat de la Viena. | Retras din cauza celui de-al doilea dictat de la Viena. | Retras din cauza celui de-al doilea dictat de la Viena. | Retras din cauza celui de-al doilea dictat de la Viena. | Retras din cauza celui de-al doilea dictat de la Viena. | Retras din cauza celui de-al doilea dictat de la Viena. | Retras din cauza celui de-al doilea dictat de la Viena. | Retras din cauza celui de-al doilea dictat de la Viena. | Retras din cauza celui de-al doilea dictat de la Viena. | Retras din cauza celui de-al doilea dictat de la Viena. | Retras din cauza celui de-al doilea dictat de la Viena. | Retras din cauza celui de-al doilea dictat de la Viena. | Retras din cauza celui de-al doilea dictat de la Viena. | Echo Cluj                 |
| 1940–41 | NB II      | 4                                                       | 10                                                      | 4                                                       | 1                                                       | 5                                                       | 24                                                      | 26                                                      | 9                                                       | –                                                       |                                                         |                                                         |                                                         |                                                         | –                                                       | –                                                       |                                                         | Bastionul Cluj            |
| 1941–42 | NB IV      | 1                                                       | 18                                                      | 17                                                      | 0                                                       | 1                                                       | 76                                                      | 18                                                      | 34                                                      | –                                                       |                                                         |                                                         |                                                         |                                                         | –                                                       | –                                                       |                                                         | Bastionul Cluj            |
| 1942–43 | NB II      | 6                                                       | 18                                                      | 8                                                       | 3                                                       | 7                                                       | 35                                                      | 41                                                      | 19                                                      | –                                                       |                                                         |                                                         |                                                         |                                                         | –                                                       | –                                                       |                                                         | Bastionul Cluj            |
| 1943–44 | NB II      | 12                                                      | 26                                                      | 9                                                       | 3                                                       | 14                                                      | 49                                                      | 68                                                      | 21                                                      | –                                                       |                                                         |                                                         |                                                         |                                                         | –                                                       | –                                                       |                                                         | Bastionul Cluj            |
| 1944–45 | NB II      | 2                                                       | –                                                       | –                                                       | –                                                       | –                                                       | –                                                       | –                                                       | –                                                       | –                                                       | Campionatul a fost întrerupt din cauza războiului.      | Campionatul a fost întrerupt din cauza războiului.      | Campionatul a fost întrerupt din cauza războiului.      | Campionatul a fost întrerupt din cauza războiului.      | Campionatul a fost întrerupt din cauza războiului.      | Campionatul a fost întrerupt din cauza războiului.      | Campionatul a fost întrerupt din cauza războiului.      | Bastionul Cluj            |
| 1945–46 | Camp. Reg. | 2                                                       |                                                         |                                                         |                                                         |                                                         |                                                         |                                                         |                                                         | –                                                       |                                                         |                                                         |                                                         |                                                         |                                                         |                                                         |                                                         | Dermata Cluj              |
| 1946–47 | Div B      | 1                                                       | 26                                                      | 20                                                      | 5                                                       | 1                                                       | 77                                                      | 16                                                      | 45                                                      | –                                                       |                                                         |                                                         |                                                         |                                                         |                                                         |                                                         |                                                         | Dermata Cluj              |
| 1947–48 | Div A      | 11                                                      | 30                                                      | 7                                                       | 11                                                      | 12                                                      | 41                                                      | 50                                                      | 25                                                      | R16                                                     |                                                         |                                                         |                                                         |                                                         |                                                         |                                                         |                                                         | Dermata Cluj              |
| 1948–49 | Div B      | 10                                                      | 26                                                      | 10                                                      | 6                                                       | 10                                                      | 37                                                      | 33                                                      | 26                                                      | R32                                                     |                                                         |                                                         |                                                         |                                                         |                                                         |                                                         |                                                         | Dermata Cluj              |
| 1950    | Camp. Reg. |                                                         |                                                         |                                                         |                                                         |                                                         |                                                         |                                                         |                                                         | p                                                       |                                                         |                                                         |                                                         |                                                         |                                                         |                                                         |                                                         | Flamura Roșie Herbak Cluj |
| 1951    | Camp. Reg. |                                                         |                                                         |                                                         |                                                         |                                                         |                                                         |                                                         |                                                         | p                                                       |                                                         |                                                         |                                                         |                                                         |                                                         |                                                         |                                                         | Flamura Roșie Herbak Cluj |
| 1952    | Camp. Reg. |                                                         |                                                         |                                                         |                                                         |                                                         |                                                         |                                                         |                                                         | p                                                       |                                                         |                                                         |                                                         |                                                         |                                                         |                                                         |                                                         | Flamura Roșie Herbak Cluj |
| 1953    | Camp. Reg. | 1                                                       |                                                         |                                                         |                                                         |                                                         |                                                         |                                                         |                                                         | p                                                       |                                                         |                                                         |                                                         |                                                         |                                                         |                                                         |                                                         | Flamura Roșie Herbak Cluj |
| 1954    | Div B      | 3                                                       | 24                                                      | 11                                                      | 6                                                       | 7                                                       | 36                                                      | 27                                                      | 28                                                      | p                                                       |                                                         |                                                         |                                                         |                                                         |                                                         |                                                         |                                                         | Flamura Roșie Herbak Cluj |
| 1955    | Div B      | 10                                                      | 26                                                      | 8                                                       | 7                                                       | 11                                                      | 31                                                      | 36                                                      | 23                                                      | p                                                       |                                                         |                                                         |                                                         |                                                         |                                                         |                                                         |                                                         | Flamura Roșie Herbak Cluj |
| 1956    | Div C      | 4                                                       | 24                                                      | 11                                                      | 4                                                       | 9                                                       | 47                                                      | 30                                                      | 26                                                      | p                                                       |                                                         |                                                         |                                                         |                                                         |                                                         |                                                         |                                                         | Flamura Roșie Herbak Cluj |
| 1957*   | Div C      | 1                                                       | 12                                                      | 8                                                       | 2                                                       | 2                                                       | 23                                                      | 8                                                       | 18                                                      | –                                                       |                                                         |                                                         |                                                         |                                                         |                                                         |                                                         |                                                         | Flamura Roșie Herbak Cluj |
| 1957–58 | Div C      | 4                                                       | 26                                                      | 9                                                       | 11                                                      | 6                                                       | 22                                                      | 28                                                      | 29                                                      | p                                                       |                                                         |                                                         |                                                         |                                                         |                                                         |                                                         |                                                         | Rapid Cluj                |
| 1958–59 | Div C      | 1                                                       | 18                                                      | 12                                                      | 4                                                       | 2                                                       | 46                                                      | 17                                                      | 28                                                      | p                                                       |                                                         |                                                         |                                                         |                                                         |                                                         |                                                         |                                                         | Rapid Cluj                |
| 1959–60 | Div B      | 7                                                       | 26                                                      | 9                                                       | 8                                                       | 9                                                       | 32                                                      | 35                                                      | 26                                                      | R32                                                     |                                                         |                                                         |                                                         |                                                         |                                                         |                                                         | Fuzionat cu CFR Cluj                                    | Rapid Cluj                |
| 1960–61 | Div B      | 8                                                       | 26                                                      | 9                                                       | 7                                                       | 10                                                      | 29                                                      | 41                                                      | 25                                                      | p                                                       |                                                         |                                                         |                                                         |                                                         |                                                         |                                                         |                                                         | CSM Cluj                  |
| 1961–62 | Div B      | 7                                                       | 26                                                      | 10                                                      | 8                                                       | 8                                                       | 32                                                      | 31                                                      | 28                                                      | p                                                       |                                                         |                                                         |                                                         |                                                         |                                                         |                                                         |                                                         | CSM Cluj                  |
| 1962–63 | Div B      | 5                                                       | 26                                                      | 10                                                      | 7                                                       | 9                                                       | 40                                                      | 30                                                      | 27                                                      | p                                                       |                                                         |                                                         |                                                         |                                                         |                                                         |                                                         |                                                         | CSM Cluj                  |
| 1963–64 | Div B      | 11                                                      | 26                                                      | 9                                                       | 4                                                       | 13                                                      | 34                                                      | 31                                                      | 22                                                      | R32                                                     |                                                         |                                                         |                                                         |                                                         |                                                         |                                                         |                                                         | CSM Cluj                  |
| 1964–65 | Div B      | 3                                                       | 26                                                      | 11                                                      | 5                                                       | 10                                                      | 34                                                      | 22                                                      | 27                                                      | R32                                                     |                                                         |                                                         |                                                         |                                                         |                                                         |                                                         |                                                         | Clujeana Cluj             |
| 1965–66 | Div B      | 9                                                       | 26                                                      | 7                                                       | 8                                                       | 11                                                      | 31                                                      | 43                                                      | 22                                                      | R16                                                     |                                                         |                                                         |                                                         |                                                         |                                                         |                                                         |                                                         | Clujeana Cluj             |
| 1966–67 | Div B      | 11                                                      | 26                                                      | 8                                                       | 7                                                       | 11                                                      | 26                                                      | 35                                                      | 23                                                      | p                                                       |                                                         |                                                         |                                                         |                                                         |                                                         |                                                         | Întrerupt.                                              | Clujeana Cluj             |

Nota: Cupa Primăverii din 1957 e considerat sezon neoficial de FRF.

## Jucători notabili
- Darock,
- Bagoly,
- Kallo,
- Kiss,
- Toth

## Antrenori
- Ferencz Ronay
- Ștefan Covaci

## Dermata II
AS Bastionul Cluj II a terminat sezonul 1942-43 al ligii a 4-a maghiare pe locul 6. La finalul sezonului 1943-44 al ligii a 3-a maghiare a ocupat locul 5.